# Rocco Talucci
Rocco Talucci (Venosa, 6 settembre 1936) è un arcivescovo cattolico italiano, dal 20 ottobre 2012 arcivescovo emerito di Brindisi-Ostuni.

## Biografia
È stato ordinato presbitero dal vescovo Domenico Petroni il 23 luglio 1961 nella cattedrale di Venosa. È stato parroco della cattedrale di Venosa, assistente diocesano dell'Azione Cattolica, direttore delegato regionale della Caritas.
È Dottore in Sacra Teologia.

### Ministero episcopale
Il 25 gennaio 1988 papa Giovanni Paolo II lo ha nominato vescovo di Tursi-Lagonegro. Il 25 marzo dello stesso anno ha ricevuto l'ordinazione episcopale, nella concattedrale di Sant'Andrea Apostolo in Venosa, dal cardinale Bernardin Gantin, prefetto della Congregazione per i vescovi co-consacrante con altri vescovi. Ha compiuto il suo ingresso nella diocesi di Tursi-Lagonegro il 10 aprile 1988.
Durante il suo episcopato, il 12 ottobre 1997, è stato beatificato il religioso lucano Domenico Lentini. In seno alla Conferenza Episcopale della Basilicata è stato delegato per la Carità e il Laicato, mentre nella Conferenza Episcopale Italiana è stato presidente della Commissione per il Laicato.
È stato promosso alla sede arcivescovile di Brindisi-Ostuni il 5 febbraio 2000. Ha compiuto il suo ingresso nell'arcidiocesi l'8 aprile dello stesso anno.
È membro della Commissione Episcopale per l'evangelizzazione dei popoli e la cooperazione tra le Chiese, della Conferenza Episcopale Pugliese e presidente della Commissione regionale per il Laicato.
Il 6 settembre 2011, al compimento del 75º anno di età, secondo le norme del Codice di Diritto Canonico, ha presentato le dimissioni per raggiunti limiti di età, che papa Benedetto XVI ha accolto il 20 ottobre 2012.
Dopo le dimissioni vive nella sua città natale, Venosa.
Il 4 aprile 2013, nella concattedrale di Sant'Andrea Apostolo in Venosa, ha festeggiato il 25º anniversario di episcopato; al termine della celebrazione è stato inaugurato il restauro del palazzo vescovile annesso alla concattedrale.
Il 23 luglio 2021, nella concattedrale di Sant'Andrea Apostolo in Venosa, ha festeggiato il 60º anniversario di presbiterato in una messa officiata dal cardinale Marcello Semeraro, prefetto della Congregazione delle cause dei santi.

## Critiche
Nel dicembre 2011 ha rilasciato un'intervista al giornale cattolico ultraconservatore Pontifex, affermando che «l'omosessualità è un disordine grave e che da questo disturbo è sempre pensabile la conversione o la guarigione».
Nel maggio 2015 assurge alle cronache perché ha coperto un parroco - Don Peschiulli - resosi responsabili di gravi atti di pedofilia quando Talucci era ancora vescovo della diocesi Brindisi-Ostuni.

## Genealogia episcopale
La genealogia episcopale è:
- Cardinale Scipione Rebiba
- Cardinale Giulio Antonio Santori
- Cardinale Girolamo Bernerio, O.P.
- Arcivescovo Galeazzo Sanvitale
- Cardinale Ludovico Ludovisi
- Cardinale Luigi Caetani
- Cardinale Ulderico Carpegna
- Cardinale Paluzzo Paluzzi Altieri degli Albertoni
- Papa Benedetto XIII
- Papa Benedetto XIV
- Papa Clemente XIII
- Cardinale Marcantonio Colonna
- Cardinale Giacinto Sigismondo Gerdil, B.
- Cardinale Giulio Maria della Somaglia
- Cardinale Carlo Odescalchi, S.I.
- Cardinale Costantino Patrizi Naro
- Cardinale Lucido Maria Parocchi
- Papa Pio X
- Papa Benedetto XV
- Papa Pio XII
- Cardinale Eugène Tisserant
- Cardinale Bernardin Gantin
- Arcivescovo Rocco Talucci